# Lehman, Lee & Xu
Lehman, Lee & Xu (雷曼律师事务所 lub 雷曼律師事務所) − chińska kancelaria prawnicza z siedzibą w Pekinie, założona w 1992 przez Edwarda Lehmana, Jasona Lee i Xu Jia Li.

## Historia
Dyrektor przedsiębiorstwa, Edward Lehman, przybył do Chin ze Stanów Zjednoczonych w 1987 do pracy w przedstawicielstwie amerykańskiej kancelarii prawniczej Locke, Lord, Bissell & Liddell, Lord, Bissel & Brook, która zmieniła nazwę na Locke Lord Bissell & Brooke, z siedzibą najpierw w Szanghaju, a później w Pekinie. Po wydarzeniach na Placu Niebiańskiego Spokoju, które miały miejsce 4 czerwca 1989 roku, zagraniczne kancelarie prawnicze wycofały się z Chin w obawie, że nie będą mogły zagwarantować bezpieczeństwa swoim pracownikom i przeniosły pracowników zagranicznych i swoją działalność do jurysdykcji takich jak Hongkong, postrzeganych jako mniej ryzykowne. Edward Lehman jest pierwszym od powstania Chińskiej Republiki Ludowej zagranicznym prawnikiem pracującym w chińskiim przedsiębiorstwie prawniczym i najstarszym stażem menadżerem przedsiębiorstwa prawniczego w ChRL. Lehman, Lee & Xu była ósmą kancelarią prawniczą założoną w Chinach.

## Specjalizacje
Na początku swej działalności przedsiębiorstwo było nastawione na bezpośrednie inwestycje zagraniczne i własność intelektualną w Chinach. Pod koniec lat 90. wraz z nasilającym się rozwojem chińskiej gospodarki i przybieraniu przez nią coraz bardziej wyrafinowanej formy, zaczął się również rozwijać rynek usług prawnych. Wychodząc naprzeciw potrzebom tego rynku kancelaria rozszerzyła pierwotny zakres specjalizacji na wszystkie obszary prawa korporacyjnego, handlowego jak również mniej tradycyjną dziedzinę, jaką są powództwa zbiorowe.

## Lehman, Lee & Xu Mongolia
Lehman, Lee & Xu Mongolia jest jedną z pierwszych międzynarodowych kancelarii prawniczych działających w Mongolii. Biuro Lehman Lee & Xu zostało założone w 2003 w Ułan Bator i zatrudnia wysoko wykwalifikowanych prawników mongolskich oraz zagranicznych ekspertów prawnych specjalizujących się w zagadnieniach dotyczących Mongolii. Ze swym zapleczem 31 biur w Azji oraz sieciami biur w Europie i Stanach Zjednoczonych, biurami w Azji, ponad 250 prawnikami biegłymi w prawie patentowym, rejestracji i ochronie znaków towarowych oraz grupą asystentów prawnych, biuro oferuje szeroki wachlarz usług prawniczych i jest uważane za jedną z największych i najlepszych kancelarii prawnych w Mongolii.